# Гідравлічний ґрадієнт
Гідравлічний градієнт, Напірний градієнт (рос.гидравлический градиент, напорный градиент; англ. hydraulic (pressure) gradient; нім. hydraulisher Gradient m) — величина (безрозмірна) втрат напору на одиниці довжини шляху руху рідини. Характеризує міру опору середовища рухові води. У динаміці підземних вод гідравлічний градієнт (п'єзометричний нахил) пропорційний швидкості фільтрації і в залежності від геологічної будови і складу порід змінюється в основному від сотих до тисячних часток одиниці.